# Mike van der Hoorn
Mike van der Hoorn (Almere, 15 oktober 1992) is een Nederlands voetballer die doorgaans in de verdediging speelt. Sinds augustus 2021 speelt Van der Hoorn voor FC Utrecht, de club waar hij zijn professionele carrière ooit begon.

## Clubcarrière

### FC Utrecht
Van der Hoorn speelde bij SC Buitenboys en FC Omniworld voor hij in de jeugdopleiding van FC Utrecht kwam in de D-jeugd. Hij debuteerde op 15 mei 2011 in het eerste elftal in de thuiswedstrijd tegen AZ Alkmaar. In het daaropvolgende seizoen speelde hij twaalf wedstrijden om in het seizoen 2012/13 uit te groeien tot vaste waarde. Hij werd in het seizoen 2012/13 door de supporters van FC Utrecht gekozen tot beste speler van het seizoen en ontving hiermee de David di Tommaso-trofee. Tevens behaalde Van der Hoorn, na het spelen van play-offs, Europees voetbal met de club. Met zijn sterke spel speelde de jeugdige Van der Hoorn zich in de kijker van diverse clubs, waaronder Ajax en PSV.

### Ajax
Op 5 juli 2013 werd bekendgemaakt dat Van der Hoorn een transfer zou gaan maken naar Ajax. De bijbehorende transfersom lag rond de 4 miljoen euro. Hij tekende een contract voor vier jaar. Twee dagen later maakte hij zijn officieuze debuut in een oefenwedstrijd tegen RKC Waalwijk (1–5 winst). Hij verving Toby Alderweireld na de rust. Op 17 augustus 2013 maakte van der Hoorn zijn officiële debuut voor de hoofdmacht van Ajax. In een thuiswedstrijd tegen Feyenoord, die met 2–1 werd gewonnen, verving hij in minuut 88 verdediger Ruben Ligeon. Op 26 augustus 2013 speelde Van der Hoorn voor het eerst in het seizoen 2013/14 mee met Jong Ajax in de Eerste divisie tegen FC Emmen (1–1).
Op 18 september 2013 maakte van der Hoorn zijn Europese debuut in de UEFA Champions League uitwedstrijd tegen FC Barcelona, die met 4–0 werd verloren. Hier verving Van der Hoorn in de minuut 73 verdediger Niklas Moisander. Op 1 oktober 2013 mocht Van der Hoorn wederom invallen voor Niklas Moisander. Ditmaal tegen AC Milan. In deze wedstrijd beging Van der Hoorn beging een overtreding op Mario Balotelli, waarna laatstgenoemde de penalty tijdens de blessuretijd in het doel van Ajax wist te verzilveren. Hierdoor eindigde de wedstrijd in 1–1.
Op 10 augustus 2014 scoorde Van der Hoorn zijn eerste officiële doelpunt in dienst van Ajax in de thuiswedstrijd tegen Vitesse, die met 4–1 werd gewonnen. In de uitwedstrijd tegen Excelsior (21 december 2014) kwam Van der Hoorn in de slotfase van de wedstrijd bij een 0–0 stand als extra spits in de ploeg. Van der Hoorn scoorde enkele minuten later de eerste treffer die leidde tot een 2–0 overwinning voor Ajax. Later zou Van der Hoorn nog verschillende keren als extra spits worden gebruikt.
Tijdens het seizoen 2015/16 moest Van der Hoorn opnieuw genoegen nemen met een plek op de reservebank. Na blessures van Kenny Tete en Jaïro Riedewald vormde hij vrijwel de hele tweede seizoenshelft het centrale verdedigingsduo met Nick Viergever. Ondanks veel kritiek uit de media lieten Van der Hoorn en Viergever samen een goede indruk achter. Op de laatste speeldag verspeelde Ajax de landstitel door met 1–1 gelijk te spelen bij De Graafschap, waarna PSV dat seizoen kampioen werd.
Van der Hoorn speelde in totaal drie jaar bij Ajax. Hier wist hij de verwachtingen niet volledig waar te maken. In de drie jaar speelde hij 33 wedstrijden in het eerste elftal en moest hij het merendeel van de tijd genoegen nemen met een rol als reserve.

### Swansea City
Van der Hoorn tekende op 6 juli 2016 een driejarig contract met een optie voor nog één seizoen bij Swansea City, op dat moment actief in de Premier League. De club uit Wales betaalde circa 2,5 miljoen euro voor hem aan Ajax. Hiermee leverde Ajax flink in op de aan FC Utrecht betaalde transfersom. Landgenoot Leroy Fer had een dag eerder eveneens ook een driejarig contract getekend bij Swansea City. Van der Hoorn maakte zijn debuut voor de club op 23 augustus 2016, toen Swansea City in de tweede ronde van de League Cup met 3–1 won van Peterborough United, onder meer door twee treffers van Oliver McBurnie.

### Arminia Bielefeld
Medio 2020 liep zijn contract bij Swansea af. In september van dat jaar vervolgde hij zijn loopbaan in de Bundesliga bij Arminia Bielefeld. Van der Hoorn wist zich in zijn eerste seizoen te handhaven met Arminia Bielefeld.

### FC Utrecht
Op 18 augustus 2021 keerde Van der Hoorn na acht jaar terug bij FC Utrecht. De Utrechtse club huurde Van der Hoorn eerst een seizoen van Arminia Bielefeld, waarna hij in de zomer van 2022 automatisch de overstap zou maken en tot aan de zomer van 2024 een contract zal ondertekenen.
Na een eerste seizoen veelal alle wedstrijden mee te hebben gespeeld, raakte Van der Hoorn begin augustus 2022 in de eerste competitiewedstrijd van het tweede seizoen geblesseerd. In de uitwedstrijd tegen RKC Waalwijk (2–2 gelijkspel) verliet hij in minuut 62 het veld. Begin oktober zat Van der Hoorn weer bij de wedstrijdselectie, waarna hij op 16 oktober 2022 in de uitwedstrijd met PSV (6–1 verlies) zijn rentree maakte.

## Clubstatistieken

### Beloften
| Seizoen                        | Club            | Competitie          | Competitie | Competitie | Overig | Overig | Totaal | Totaal |
| Seizoen                        | Club            | Competitie          | Wed.       | Dlp.       | Wed.   | Dlp.   | Wed.   | Dlp.   |
| ------------------------------ | --------------- | ------------------- | ---------- | ---------- | ------ | ------ | ------ | ------ |
| 2011/12                        | Jong FC Utrecht | Beloften Eredivisie | 8          | 1          | 0      | 0      | 8      | 1      |
| 2012/13                        | Jong FC Utrecht | Beloften Eredivisie | 1          | 0          | 0      | 0      | 1      | 0      |
| Club totaal                    | Club totaal     | Club totaal         | 9          | 1          | 0      | 0      | 9      | 1      |
| 2013/14                        | Jong Ajax       | Eerste divisie      | 12         | 0          | 0      | 0      | 12     | 0      |
| 2014/15                        | Jong Ajax       | Eerste divisie      | 6          | 0          | 0      | 0      | 6      | 0      |
| 2015/16                        | Jong Ajax       | Eerste divisie      | 4          | 1          | 0      | 0      | 4      | 1      |
| Club totaal                    | Club totaal     | Club totaal         | 22         | 1          | 0      | 0      | 22     | 1      |
| Carrière totaal                | Carrière totaal | Carrière totaal     | 31         | 2          | 0      | 0      | 31     | 2      |
| Bijgewerkt op 19 november 2022 |                 |                     |            |            |        |        |        |        |

### Senioren
| Seizoen                         | Club                         | Competitie                   | Competitie | Competitie | Beker | Beker | Internationaal | Internationaal | Overig | Overig | Totaal | Totaal |
| Seizoen                         | Club                         | Competitie                   | Wed.       | Dlp.       | Wed.  | Dlp.  | Wed.           | Dlp.           | Wed.   | Dlp.   | Wed.   | Dlp.   |
| ------------------------------- | ---------------------------- | ---------------------------- | ---------- | ---------- | ----- | ----- | -------------- | -------------- | ------ | ------ | ------ | ------ |
| 2010/11                         | FC Utrecht                   | Eredivisie                   | 1          | 0          | 0     | 0     | 0              | 0              | 0      | 0      | 1      | 0      |
| 2011/12                         | FC Utrecht                   | Eredivisie                   | 12         | 2          | 0     | 0     | —              | —              | 0      | 0      | 12     | 2      |
| 2012/13                         | FC Utrecht                   | Eredivisie                   | 31         | 4          | 1     | 0     | —              | —              | 4      | 0      | 36     | 4      |
| Club totaal (eerste periode)    | Club totaal (eerste periode) | Club totaal (eerste periode) | 44         | 6          | 1     | 0     | 0              | 0              | 4      | 0      | 49     | 6      |
| 2013/14                         | Ajax                         | Eredivisie                   | 3          | 0          | 1     | 0     | 5              | 0              | 0      | 0      | 9      | 0      |
| 2014/15                         | Ajax                         | Eredivisie                   | 15         | 2          | 2     | 0     | 4              | 1              | 1      | 0      | 22     | 3      |
| 2015/16                         | Ajax                         | Eredivisie                   | 15         | 1          | 2     | 0     | 1              | 0              | 0      | 0      | 18     | 1      |
| Club totaal                     | Club totaal                  | Club totaal                  | 33         | 3          | 5     | 0     | 10             | 1              | 1      | 0      | 49     | 4      |
| 2016/17                         | Swansea City                 | Premier League               | 8          | 1          | 3     | 0     | —              | —              | 0      | 0      | 11     | 1      |
| 2017/18                         | Swansea City                 | Premier League               | 24         | 1          | 9     | 0     | —              | —              | 0      | 0      | 33     | 1      |
| 2018/19                         | Swansea City                 | Championship                 | 46         | 3          | 5     | 0     | —              | —              | 0      | 0      | 51     | 3      |
| 2019/20                         | Swansea City                 | Championship                 | 28         | 1          | 1     | 0     | —              | —              | 2      | 0      | 31     | 1      |
| Club totaal                     | Club totaal                  | Club totaal                  | 106        | 6          | 18    | 0     | 0              | 0              | 2      | 0      | 126    | 6      |
| 2020/21                         | Arminia Bielefeld            | Bundesliga                   | 22         | 0          | 0     | 0     | —              | —              | 0      | 0      | 22     | 0      |
| 2021/22                         | Arminia Bielefeld            | Bundesliga                   | 1          | 0          | 1     | 0     | —              | —              | 0      | 0      | 2      | 0      |
| Clubtotaal                      | Clubtotaal                   | Clubtotaal                   | 23         | 0          | 1     | 0     | 0              | 0              | 0      | 0      | 24     | 0      |
| 2021/22                         | → FC Utrecht                 | Eredivisie                   | 31         | 2          | 1     | 1     | —              | —              | 2      | 0      | 34     | 3      |
| 2022/23                         | FC Utrecht                   | Eredivisie                   | 25         | 1          | 3     | 0     | —              | —              | 1      | 0      | 29     | 1      |
| 2023/24                         | FC Utrecht                   | Eredivisie                   | 21         | 1          | 1     | 1     | —              | —              | 1      | 0      | 23     | 2      |
| 2024/25                         | FC Utrecht                   | Eredivisie                   | 15         | 2          | 0     | 0     | —              | —              | —      | —      | 15     | 2      |
| Club totaal (tweede periode)    | Club totaal (tweede periode) | Club totaal (tweede periode) | 92         | 6          | 5     | 2     | 0              | 0              | 4      | 0      | 101    | 5      |
| Carrière totaal                 | Carrière totaal              | Carrière totaal              | 263        | 17         | 30    | 2     | 10             | 1              | 10     | 0      | 324    | 20     |
| Bijgewerkt op 10 december 2024. |                              |                              |            |            |       |       |                |                |        |        |        |        |

## Interlandcarrière

### Nederland –20
Voor wat betreft de lagere Nederlandse jeugdelftallen kwam Van der Hoorn alleen uit voor Nederland –20. Voor dit elftal debuteerde hij op 8 september 2012 in een vriendschappelijke wedstrijd tegen de leeftijdsgenoten uit Turkije –20 die met 2–1 werd verloren.
| Interlands van Mike van der Hoorn voor Nederland –20 | Interlands van Mike van der Hoorn voor Nederland –20 | Interlands van Mike van der Hoorn voor Nederland –20 | Interlands van Mike van der Hoorn voor Nederland –20 | Interlands van Mike van der Hoorn voor Nederland –20 | Interlands van Mike van der Hoorn voor Nederland –20 |
| №                                                    | Datum                                                | Wedstrijd                                            | Uitslag                                              | Soort Wedstrijd                                      | Doelpunten                                           |
| Als speler bij FC Utrecht                            | Als speler bij FC Utrecht                            | Als speler bij FC Utrecht                            | Als speler bij FC Utrecht                            | Als speler bij FC Utrecht                            | Als speler bij FC Utrecht                            |
| ---------------------------------------------------- | ---------------------------------------------------- | ---------------------------------------------------- | ---------------------------------------------------- | ---------------------------------------------------- | ---------------------------------------------------- |
| 1.                                                   | 8 september 2012                                     | Turkije – Nederland                                  | 2 – 1                                                | Vriendschappelijk                                    |                                                      |
| 2.                                                   | 15 oktober 2012                                      | Nederland – Noorwegen                                | 2 – 4                                                | Vriendschappelijk                                    |                                                      |

### Nederland –21
Op 5 februari 2013 maakte Van der Hoorn zijn debuut voor Nederland –21, ook wel Jong Oranje genoemd, in een vriendschappelijke wedstrijd tegen Jong Kroatië (3–2 winst). Op 7 mei 2013, drie maanden na zijn debuut voor Jong Oranje, werd Van der Hoorn door bondscoach Cor Pot opgeroepen voor de voorlopige selectie voor het EK U21 2013 bestaande uit veertig spelers. Op 17 mei maakte Cor Pot bekend dat Van der Hoorn ook deel uit zou maken van de 23-koppige selectie voor het EK U21 2013. Van der Hoorn kwam op het EK U21 2013 in Israël in twee wedstrijden in actie. Jong Oranje werd uiteindelijk in de halve finale uitgeschakeld door Jong Italië. Op 5 september 2013 scoorde Van der Hoorn zijn allereerste doelpunt voor Jong Oranje in de EK-kwalificatiewedstrijd tegen Jong Schotland die met 4–0 werd gewonnen scoorde hij in de 74e minuut de 3–0.
| Interlands van Mike van der Hoorn voor Nederland –21 | Interlands van Mike van der Hoorn voor Nederland –21 | Interlands van Mike van der Hoorn voor Nederland –21 | Interlands van Mike van der Hoorn voor Nederland –21 | Interlands van Mike van der Hoorn voor Nederland –21 | Interlands van Mike van der Hoorn voor Nederland –21 |
| №                                                    | Datum                                                | Wedstrijd                                            | Uitslag                                              | Soort Wedstrijd                                      | Doelpunten                                           |
| Als speler bij FC Utrecht                            | Als speler bij FC Utrecht                            | Als speler bij FC Utrecht                            | Als speler bij FC Utrecht                            | Als speler bij FC Utrecht                            | Als speler bij FC Utrecht                            |
| ---------------------------------------------------- | ---------------------------------------------------- | ---------------------------------------------------- | ---------------------------------------------------- | ---------------------------------------------------- | ---------------------------------------------------- |
| 1.                                                   | 5 februari 2013                                      | Kroatië – Nederland                                  | 2 – 3                                                | Vriendschappelijk                                    |                                                      |
| 2.                                                   | 21 maart 2013                                        | Israël – Nederland                                   | 1 – 2                                                | Vriendschappelijk                                    |                                                      |
| 3.                                                   | 12 juni 2013                                         | Spanje – Nederland                                   | 3 – 0                                                | EK U21 2013 groepsfase                               |                                                      |
| 4.                                                   | 15 juni 2013                                         | Italië – Nederland                                   | 1 – 0                                                | EK U21 2013 halve finale                             |                                                      |
| Als speler bij Ajax                                  |                                                      |                                                      |                                                      |                                                      |                                                      |
| 5.                                                   | 14 augustus 2013                                     | Tsjechië – Nederland                                 | 1 – 0                                                | Vriendschappelijk                                    |                                                      |
| 6.                                                   | 5 september 2013                                     | Nederland – Schotland                                | 4 – 0                                                | Kwalificatie EK U21 2015                             | 74'                                                  |
| 7.                                                   | 9 september 2013                                     | Luxemburg – Nederland                                | 0 – 1                                                | Kwalificatie EK U21 2015                             |                                                      |
| 8.                                                   | 10 oktober 2013                                      | Georgië – Nederland                                  | 0 – 6                                                | Kwalificatie EK U21 2015                             |                                                      |
| 9.                                                   | 14 oktober 2013                                      | Nederland – Oostenrijk                               | 0 – 3                                                | Vriendschappelijk                                    |                                                      |
| 10.                                                  | 14 november 2013                                     | Slowakije – Nederland                                | 2 – 2                                                | Kwalificatie EK U21 2015                             |                                                      |
| 11.                                                  | 18 november 2013                                     | Frankrijk – Nederland                                | 1 – 1                                                | Vriendschappelijk                                    |                                                      |
| 12.                                                  | 5 maart 2014                                         | Nederland – Israël                                   | 0 – 1                                                | Vriendschappelijk                                    |                                                      |
| 13.                                                  | 4 september 2014                                     | Nederland – Georgië                                  | 0 – 1                                                | Kwalificatie EK U21 2015                             |                                                      |

### Nederlands elftal
Op 6 maart 2013 werd bekend dat Van der Hoorn voor het eerst tot de voorselectie van het Nederlands elftal van Louis van Gaal zou behoren. Hij haalde de definitieve selectie echter nooit.

## Erelijst
| Ajax                 | Ajax   | Ajax    |
| Competitie           | Aantal | Jaren   |
| -------------------- | ------ | ------- |
| Eredivisie           | 1x     | 2013/14 |
| Johan Cruijff Schaal | 1x     | 2013    |

David di Tommaso Trofee
Van der Hoorn ontving aan het einde van het seizoen 2012/13 de David di Tommaso-trofee uit handen van Audrey, de weduwe van David di Tommaso. Deze prijs vertegenwoordigt de beste speler van het desbetreffende seizoen en wordt gekozen door de supporters van FC Utrecht. Op de tweede plaats eindigde keeper Robbin Ruiter en middenvelder Jens Toornstra werd derde.